# Ulsan HD FC
Ulsan Hyundai FC (kor. 울산 현대 FC), klub piłkarski z Korei Południowej, z miasta Ulsan, występujący w K-League (1. liga). W 1996 i 2005 roku został mistrzem Korei Południowej.

## Sukcesy

### Domowe
- K League 1
  - mistrzostwo (5): 1996, 2005, 2022, 2023, 2024
  - wicemistrzostwo (8): 1986, 1991, 1998, 2002, 2003, 2011, 2013, 2020
- Puchar Korei Południowej
  - zwycięstwo (1): 2017
  - finał (2): 1998, 2018
- Puchar Ligi
  - zwycięstwo (5): 1986, 1995, 1998, 2007, 2011
  - finał (3): 1993, 2002, 2005
- Superpuchar Korei Południowej
  - zwycięstwo (1): 2006

### Międzynarodowe
- Liga Mistrzów
  - zwycięstwo (2): 2012, 2020

## Stadion
Domowe mecze klub rozgrywa na stadionie Ulsan Munsu, który może pomieścić 44102 widzów.